# Castello di Rubbia
Das Castello di Rubbia (in Slowenisch Rubijski grad), auch Castello della Torre, ist eine Burg aus dem 15. oder 16. Jahrhundert in Rubbia, einem Ortsteil von Savogna d’Isonzo in der italienischen Region Friaul-Julisch Venetien. Sie liegt in der Via Primož Trubar.

## Geschichte und Beschreibung
Die Lage des Castello di Rubbia ist strategisch ziemlich günstig, weil man von dort aus die Kontrolle über die Straßen hat, die durch das Wippachtal (it.: Valle del Vipacco) die Poebene und die Ebene Venetiens mit der Donauebene verbinden. Die Burg wurde im 15. oder 16. Jahrhundert im Auftrag der Familie Adelsfamilie Della Torre, vermutlich auf den Resten einer altrömischen Festung, errichtet. Laut Tito Miotti und Vinicio Tomadin gibt es an einigen Ecksteinen des Turms Kerben, die typisch für die altrömische Bergbautätigkeit sind.
Im Jahre 1563 weilte der slowenisch-evangelische Prediger Primož Trubar auf der Burg, woran eine Büste vor dem Eingang erinnert.
Das heutige Aussehen der Burg entspricht dem Stil der Renaissance. Der Friauler Krieg und der Erste Weltkrieg haben schwere Schäden an den Gebäuden hinterlassen.
Die Burg, die sich heute in Privatbesitz befindet, wurde gerade (2014) restauriert und war nur ausnahmsweise an den FAI-Tagen (22. und 23. März 2014) öffentlich zugänglich.